# Struthionidae
Los estrutiónidos (Struthionidae) son una familia de aves ratites no voladoras, las cuales aparecieron durante la época del Eoceno. Aunque actualmente solo están representadas por un único género, Struthio, se conocen varias formas extintas. Tradicionalmente el orden Struthioniformes, al que pertenece esta familia contenía a todas las ratites conocidas, pero los análisis genéticos recientes han encontrado que el grupo no es monofilético (es decir, una agrupación natural), dado que es parafilético con respecto a los tinamúes.

## Taxonomía
La familia Struthionidae está compuesta por los siguientes géneros y especies:
- Género Diamantornis Pickford & Dauphin, 1993[6]
  - † Diamantornis wardi Pickford & Dauphin, 1993[6]
- Género Namornis Pickford, Senut & Dauphin, 1995[7]
  - † Namornis elimensis Pickford, 2014[8]
- Género Orientornis Wang, 2008[9]
  - † Orientornis linxiaensis (Hou et al., 2005)[10]
- Género Palaeotis Lambrecht, 1928[11]
  - † Palaeotis weigelti Lambrecht, 1928[11]
- Género Struthio Linnaeus, 1758[12]
  - † Struthio anderssoni Lowe, 1931
  - † Struthio asiaticus Brodkorb, 1863
  - † Struthio brachydactylus Burchak-Abramovich, 1939
  - † Struthio chersonensis (Brandt, 1873)
  - Struthio camelus Linnaeus, 1758
    - Struthio camelus australis Gurney, 1868
    - † Struthio camelus syriacus Rothschild, 1919
    - Struthio camelus camelus Linnaeus, 1758
    - Struthio camelus massaicus Neumann, 1898

  - † Struthio coppensi Mourer-Chauviré et al., 1996[13]
  - † Struthio dmanisensis Gabunia et al., 2000
  - † Struthio daberasensis Pickford, Senut & Dauphin, 1995
  - † Struthio kakesiensis Harrison & Msuya, 2005
  - † Struthio karingarabensis Senut, Dauphin & Pickford, 1998
  - Struthio molybdophanes Reichenow, 1883
  - † Struthio oldawayi Lowe, 1933
  - † Struthio orlovi (Kuročkin & Lungo, 1970)
  - † Struthio wimani Lowe, 1931
- Género Tsondabornis Pickford, 2014[8]
  - † Tsondabornis psammoides Pickford, 2014[8]
  - † Tsondabornis minor Pickford, 2014[8]